# Mikko Hyppönen
Mikko Hermanni Hyppönen (prononciation finnoise : ['mik:o 'hyp:ønen]), né en 1969 en Finlande, est un expert en sécurité informatique et chroniqueur.

## Carrière
Mikko Hyppönen est Chief Research Officer chez F-Secure. Il travaille pour F-Secure, en Finlande, depuis 1991.
Depuis les années 1990, Mikko Hyppönen participe activement au déroulement d’enquêtes liées à la cyber criminalité, aux États-Unis, en Europe et en Asie. Il officie également en tant que consultant en sécurité informatique pour plusieurs gouvernements. Son équipe est à l’origine de la chute du botnet Sobig.F.
En 2004, Mikko Hyppönen partage son expérience avec Vanity Fair. Un article baptisé The Code Warrior, retrace son combat contre les vers informatiques Blaster et Sobig.
À de nombreuses reprises, Mikko Hyppönen s’exprime publiquement sur les questions de sécurité informatique. Il participe à plusieurs conférences à travers le monde comme Black Hat, DEF CON, DLD (Digital Life Design), Hack In The Box et RSA. Mikko Hyppönen est également intervenu sur des sujets plus généraux, notamment à l’occasion des conférences TED, TEDx, DLD, SXSW (Festival South by Southwest) et Google Zeitgeist. Il s’est également exprimé à l’occasion d'évènements militaires, comme les AFCEA ou la Cooperative Cyber Defense Centre Of Excellence de l’OTAN. Mikko Hyppönen est officier de réserve des forces armées finlandaises. 
Depuis 2007, Mikko Hyppönen est membre du comité consultatif IMPACT (International Multilateral Partnership Against Cyber Threats - « Partenariat multilatéral international de lutte contre les cyber menaces ») aux côtés de Yevgeny Kaspersky, du Dr Hamadoun Touré, du Professeur Fred Piper et de John Thompson.
Mikko Hyppönen est chroniqueur pour BetaNews et Wired. Il a également partagé les résultats de ses recherches sur CNN, ainsi que dans le New York Times et Scientific American.
En 2011, il est classé 61e dans le top 100 des penseurs mondiaux établi par Foreign Policy.
« Les deux plus belles inventions de notre époque ont été déviées de leur usage initial et converties en outils de surveillance gouvernementaux. Je parle des téléphones mobiles et d'internet. George Orwell était finalement optimiste. » Mikko Hyppönen à propos du PRISM surveillance en 2013.

## Histoire de la sécurité informatique
Mikko Hyppönen a fait la une des journaux internationaux en 2011, lorsqu'il s'est rendu au Pakistan pour retrouver les créateurs du tout premier virus touchant les PC, Brain.A. Mikko Hyppönen a produit un documentaire à ce sujet, disponible sur YouTube.
Mikko Hyppönen a également alerté sur l’existence des malware visant les téléphones mobiles dès que les premiers virus de ce type ont été découverts.
Le blog "News from the Lab", créé par Mikko Hyppönen en 2004 est le premier blog jamais créé par une entreprise de sécurité informatique.
Twitter a fait appel à Mikko Hyppönen pour améliorer la cyber sécurité de sa plateforme.